# Hotel Theresa
El Hotel Theresa fue un importante centro de la vida negra en Harlem, Nueva York, a mediados del siglo XX. El hotel está situado en la intersección entre el Adam Clayton Powell Jr. Boulevard (Séptima Avenida) y el Martin Luther King, Jr. Boulevard (calle 125). Fue inaugurado en 1913 y desde entonces, hasta la construcción del Adam Clayton Powell Jr. State Office Building en 1973, el edificio más alto de Harlem. Por su llamativa fachada de ladrillo blanco era conocido como el "Waldorf Astoria of Harlem". Desde su apertura hasta 1940, el hotel aceptaba sólo huéspedes blancos, salvo algunas celebridades negras. Esto cambió con la nueva dirección del hotel.
Louis Armstrong, Sugar Ray Robinson, Lena Horne, Joséphine Baker, Dorothy Dandridge, Duke Ellington, Muhammad Ali, Dinah Washington, Ray Charles, Little Richard, y Jimi Hendrix estuvieron en el hotel o vivieron en él durante algún tiempo, como hizo Fidel Castro, cuando estuvo en Nueva York para la sesión de apertura de Naciones Unidas en 1960, después de que lo echaran del Hotel Shelburne al considerar que su estancia podía suponer "publicidad adversa". El dueño negro del Hotel Theresa invitó a Castro, junto con toda su delegación, para alojarse allí gratuitamente. El hotel se benefició de la denegación de hoteles prestigiosos en otros lugares de la ciudad para aceptar huéspedes negros. Como resultado, se alojaron en el hotel hombres de negocios, actores y atletas negros.
Tras dejar la Nación del Islam, Malcolm X mantuvo su actividad en la Organización de Afroamericanos Unidos en el hotel y mantuvo encuentros allí. Se reunió con Cassius Clay en el hotel en varias ocasiones.
El secretario de comercio de Bill Clinton, Ron Brown, creció en el hotel, donde su padre trabajó como gerente. El congresista estadounidense Charles Rangel trabajó una vez en el hotel.
El hotel disfrutó de su mayor esplendor en 1960. Nikita Jrushchov visitó Nueva York en ese año, durante la semana en que Castro se encontraba en Harlem, y fue a encontrarse con él en el hotel. También, en octubre de 1960, John F. Kennedy realizó su campaña presidencial en el hotel, junto con Eleanor Roosevelt y otras conocidas figuras del Partido Demócrata.
El hotel sufrió el continuo deterioro de Harlem a lo largo de los años 1950 y 1960, e, irónicamente, desde el fin de la segregación en el resto de la ciudad. Como la gente negra comenzó a tener otras alternativas, dejaron de ir a Harlem. El hotel cerró en 1967.
Tras estar en desuso durante cuatro años, el edificio se empleó para establecer oficinas en 1971, y ahora tiene el nombre de "Torres Theresa", aunque se conserva pintado en el lateral del edificio un logotipo con el antiguo nombre, y continúa siendo conocido popularmente por el nombre "Hotel Theresa". El edificio fue declarado un símbolo de la ciudad de Nueva York en 1993.

## En la cultura popular
- Algunas escenas de la película Topaz, de Alfred Hitchcock, que gira en torno a la Crisis de los Misiles de 1962, fueron grabadas tanto dentro como fuera del hotel.